# Almagesto
L'Almagesto è l'importante opera astronomica scritta intorno al 150 da Claudio Tolomeo che per più di mille anni costituì la base delle conoscenze astronomiche in Europa e nel mondo islamico.
Il titolo originale greco era Μαθηματικὴ σύνταξις (Mathēmatikḕ sýntaxis, ossia "Trattato matematico") o Μεγάλη σύνταξις (Megálē sýntaxis, "Grande trattato"); il nome attuale deriva dall'arabo al-Magisṭī, a sua volta adattamento della parola greca Μεγίστη Meghístē (che significa "grandissima"), con cui era generalmente indicata l'opera.

## Contenuto
Dopo un'introduzione di carattere filosofico, in cui, polemizzando contro teorie diverse, si argomenta a favore dell'immobilità della Terra, il nucleo centrale del trattato è costituito dalla descrizione matematica del moto del Sole, della Luna e dei cinque pianeti allora conosciuti. Per il moto di ciascun astro è sviluppata una particolare teoria, in grado di descrivere e prevedere con notevole precisione i moti osservabili. Per ottenere questo risultato Tolomeo combina l'ingrediente essenziale, costituito dalla considerazione di moti circolari uniformi, con tre possibili varianti (usate o meno in modo diverso per ciascun astro):
- eccentrici: ossia moti circolari con orbite centrate non nella Terra ma in un punto diverso.
- equanti: a volte il moto circolare non è uniforme, ma ha velocità angolare costante rispetto ad un punto equante diverso dal centro dell'orbita.
- epicicli: il moto circolare può avvenire non intorno alla Terra, ma intorno ad un punto che a sua volta percorre un moto circolare intorno alla Terra.

Tolomeo è interessato solo alle velocità angolari degli astri e non alle variazioni (all'epoca difficilmente misurabili) delle loro distanze dall'osservatore. Egli non compie quindi alcun tentativo di spiegare le variazioni di luminosità dei pianeti.
Il trattato sviluppa anche argomenti di geometria e di trigonometria preliminari alla trattazione astronomica vera e propria. In particolare si spiega come costruire una tavola delle corde (cioè della funzione trigonometrica allora usata).
Una sezione è dedicata ad un catalogo delle stelle fisse, che sono classificate in base alla loro luminosità. Si ritiene che il catalogo stellare sia basato su un precedente catalogo compilato da Ipparco.
L'Almagesto cita spesso osservazioni e idee teoriche di scienziati più antichi, costituendo un'importante fonte (anche se tutt'altro che esauriente) sulla astronomia ellenistica che era stata sviluppata secoli prima, della quale non ci sono rimaste opere.

## Commenti antichi
Commentari dell'Almagesto furono scritti da Teone di Alessandria (ancora esistente), Pappo di Alessandria (del quale abbiamo frammenti), e da Ammonio di Ermia (andato perduto).

## Traduzioni e diffusione

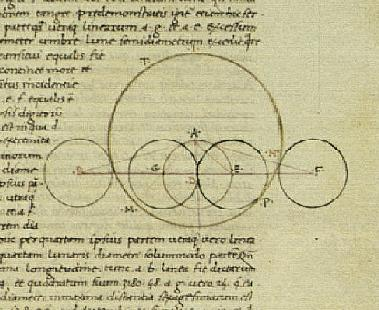
Una pagina della traduzione latina di Giorgio da Trebisonda (circa 1451)

Le prime traduzioni in arabo furono fatte nel IX secolo, una delle quali fu patrocinata dal califfo al-Maʾmūn. A quei tempi, in Europa l'opera di Tolomeo non era conosciuta. L'Europa occidentale riscoprì Tolomeo soprattutto attraverso le traduzioni arabe. Una traduzione dell'Almagesto basata direttamente sul testo greco fu eseguita in Sicilia intorno al 1160.
Le traduzioni in latino non portarono a una rapida comprensione della teoria tolemaica da parte della cultura europea, che era impreparata allo studio di un testo astronomico così complesso. L'assimilazione dell'astronomia tolemaica richiese alcuni secoli: due tappe importanti di questo lento processo furono la pubblicazione della Theorica planetarum di Campano da Novara, pubblicata intorno al 1262, e la costruzione di un modello meccanico del sistema tolemaico da parte di Giovanni Dondi nel secolo successivo. 
Nel XV secolo si diffuse in Europa occidentale l'abitudine di tradurre le opere scientifiche greche direttamente dal testo originale, evitando l'intermediazione araba. Johann Müller, meglio noto come Regiomontano (o Johannes Regiomontanus), fece una versione latina ridotta dell'Almagesto, sotto esortazione del cardinale Giovanni Bessarione. Nello stesso periodo, una traduzione completa dal testo greco fu fatta da Giorgio da Trebisonda (Trapezunzio). Egli incluse un commentario che era lungo quanto l'originale. Il lavoro di traduzione, fatto sotto il patronato di Papa Niccolò V aveva l'intento di soppiantare le vecchie traduzioni. I nuovi manoscritti erano un buon miglioramento, mentre il commentario fu al centro di accese critiche di infedeltà all'originale. Il Papa rifiutò la dedica della traduzione, e il lavoro di Regiomontano ebbe il sopravvento per il secolo successivo e oltre.

## Almagesto nei fenomeni di massa
- Nel popolare videogioco di ruolo chiamato Final Fantasy V, e successivamente in Dissidia Final Fantasy, l'antagonista principale Exdeath possiede un attacco speciale chiamato Almagesto, con il quale può far scomparire nel Nulla più oscuro i suoi nemici, e a volte persino intere città.